# Вахнянин, Богдан Иванович
Богдан Иванович Вахнянин (укр. Богдан Іванович Вахнянин; 16 ноября 1886, Стрый, Цислейтания — 18 января 1940, Львов) — украинский советский композитор, дирижёр, музыкальный педагог и общественный деятель. 
Статья о нём в первом издании «Большой советской энциклопедии» озаглавлена «Вахнианин, Богдан Феодор», что скорее, всего обусловлено не самой удачной транслитерацией фамилии с латиницы на кириллицу, а также двойным именем, которое униаты заимствовали у католиков, при этом, как и последние, не уделяя большого внимания отчеству.

## Биография
Богдан Вахнянин родился 16 ноября 1886 года в городе Стрый. 
Музыкальное образование получил во Львовской музыкальной академии, которую успешно окончил в 1909 году по классу фортепиано М. Криницкой, а теорию музыки и композиции ему преподавали его дядя А. К. Вахнянин А. Вахнянина и С. Людкевич. Одновременно с 1905 по 1910 год он был свободным слушателем Львовского университета, где стал одним из основателей и главным дирижёром мужского хора «Бандурист»; с 1929 по 1932 год руководил этим хором. 
С 1910 по 1929 год Вахнянин работал учителем в гимназиях и музыкальных школах на Львовщине.
В 1924 году в Перемышле (ныне Пшемысль, Польша) основал и возглавил филиал Высшего музыкального института, был руководителем и дирижером хора музыкального общества «Боян».
Наиболее известные произведения: «Буря на море», «Гайдамак» и множество хоров (нпр. «Вишнёвый садик возле хаты»). 
Кроме того Вахнянин является автором исследований по музыкальной жизни Западной Украины.